# イージス艦衝突事故
イージス艦衝突事故（イージスかんしょうとつじこ）は、2008年（平成20年）2月19日に海上自衛隊所属のイージス艦と漁船とが衝突して発生した海難事故。海難審判での事件名は護衛艦あたご漁船清徳丸衝突事件。

## 概要

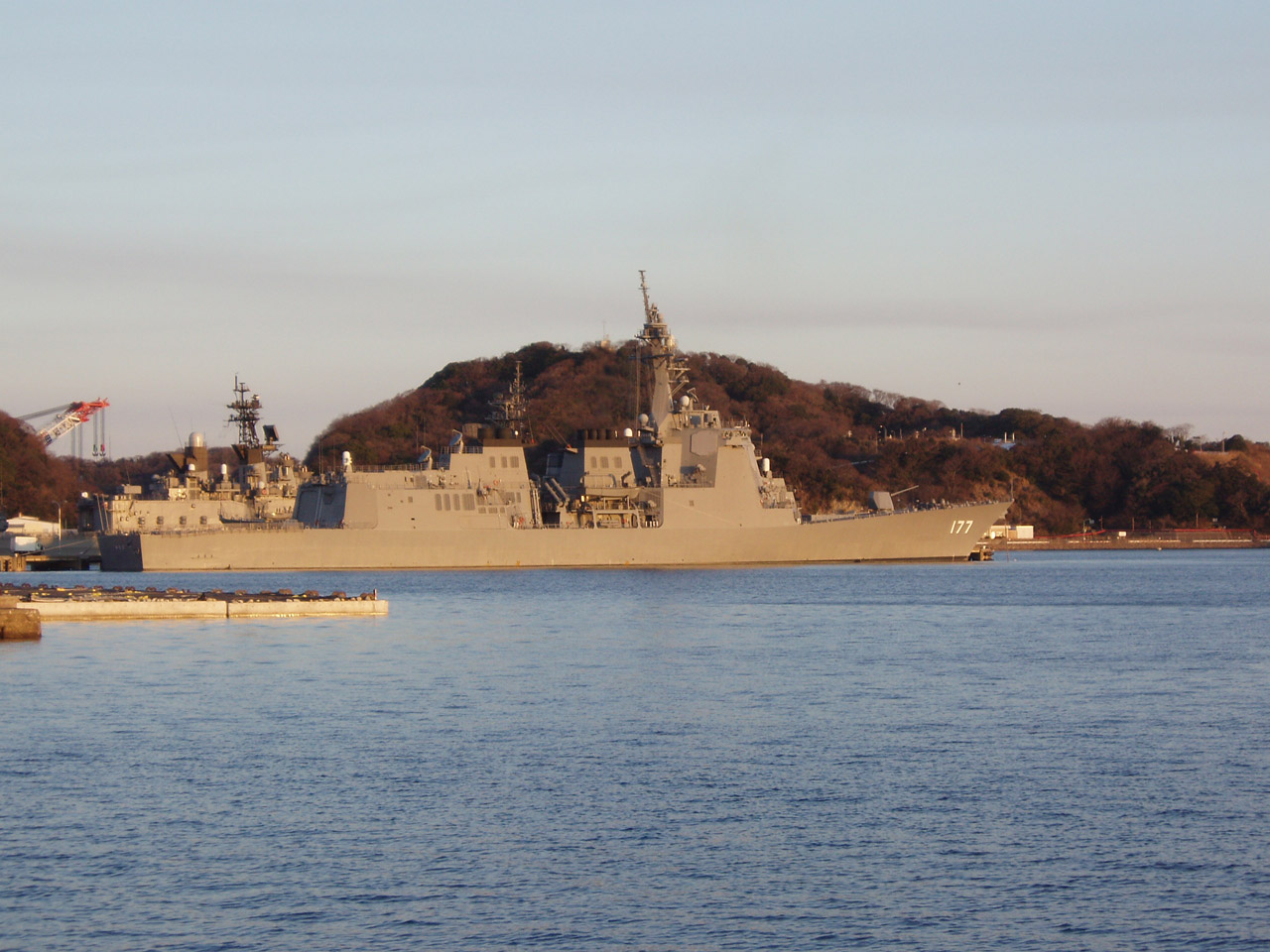
事故発生直後の護衛艦「あたご」（2008年2月24日撮影）

当時海上自衛隊の最新鋭イージス艦であったあたご型ミサイル護衛艦「あたご」（乗組員281名、基準排水量7,700トン）と新勝浦市漁業協同組合所属の漁船「清徳丸（せいとくまる）」（乗組員2名、総トン数7.3トン、全長16.24m、幅3.09m、深さ1.18m、ディーゼル機関 出力435kW）が衝突。清徳丸は船体が2つに裂け大破・沈没。乗員であった船主（58歳男性）と船主の長男（23歳男性）の2名が行方不明となった。数十日間におよぶ漁協関係者・海上保安庁・海上自衛隊3者が懸命の捜索をおこなったが発見できず、2人は同年5月20日に認定死亡とされた。
この海難事故では自衛艦側の過失や情報公開の姿勢、自衛隊員への教育（艦船監視を窓越しにしか行わなかった。）シミュレーターが20年前と古く、5隻しか表示できない（実際には10隻以上多々有）についてマスコミに取り挙げられ、世間的に話題となったほか、2月21日には石破茂防衛大臣が新勝浦市漁業協同組合川津支所や遺族宅を訪れ、直接謝罪をするなど異例の事態となった。
事故の回避義務について海難審判ではあたご側に（2009年（平成21年）1月→確定）、刑事裁判では清徳丸側に（2011年（平成23年）5月、横浜地裁）それぞれあったとされ判断が分かれた。刑事裁判は、第一審・第二審ともにあたご側に無罪判決が下った後、検察側が上告を行わなかったことから2013年6月26日付をもって判決が確定した。

## 経緯

### 事故発生
「あたご」はアメリカ合衆国での艦対空ミサイル「SM-2」の装備認定試験を終え、2月6日10時2分（HAST）にハワイ・真珠湾（北緯21度21分31秒 西経157度57分12秒 / 北緯21.35861度 西経157.95333度）を出港し、2月19日午前中にも横須賀港（神奈川県横須賀市 北緯35度17分35秒 東経139度39分20秒 / 北緯35.29306度 東経139.65556度）に寄港予定だった。
「清徳丸」は2月19日0時55分にマグロのはえなわ漁目的で川津漁港（勝浦東部漁港の付属港、千葉県勝浦市 北緯35度9分18秒 東経140度19分48秒 / 北緯35.15500度 東経140.33000度）を出港し、三宅島北方へ向けて航行中だった。現在の所、父子のどちらが操船していたかは特定されていない。

※息子は船舶免許を取得していなかったが、港湾法、海上交通安全法の適用されない海域、又は小型船舶操縦指導員の資格をもつ者が同乗している場合に限り、免許未保有者の操縦が認められている。これに違反した場合、免許所持者は無免許運転幇助、免許未保有者は無免許運転の罪となる。
事故発生直前、当直員26名が交替し、事故発生時点の当直士官は水雷長Aであった。前任の当直士官である航海長Bは右前方に漁船団と思われる複数の灯火を発見していたが、ほぼ停止中であると判断したため、「危険性なし」として午前3時55分頃、Aに当直を引き継いだ。
- 3時30分頃 - あたご当直員が灯火を視認し、当直士官である航海長Bに報告。
- 3時40分頃 - Bが漁船を視認
- 3時45分頃 - 交替当直員が艦橋に集合。副当直士官からブリーフィング（説明）
- 3時55分頃 - 当直士官がBから水雷長Aに交替。
- 4時6分 - 信号員が「漁船が近い、近い」と発声しつつ右舷艦橋外に移動。当直士官である水雷長Aは両舷停止とし自動操舵を停止。汽笛を短音で6回吹鳴すると共に後進一杯とした。信号員は信号探照灯を清徳丸に向けて照射す。
- 4時7分頃 - あたごの艦首が清徳丸の左舷中程に衝突する形で両船舶が衝突、清徳丸が沈没
- 事故発生後 - あたご乗組員が探照灯・双眼鏡を用いて、漁船乗員を捜索
- 4時23分 - あたごが第三管区海上保安本部に事故の連絡

午前３時半ごろ漁場に向かっていた幸運丸がレーダーで左舷前方約9キロから接近する船影を確認、後続の漁船に連絡、このとき清徳丸からは返事はなかったという。このときは漁船は漁場に向かう途中であったものの漁労中であれば本来漁船が優先する。しかし、あたごは止まる様子もなく直進してきて、漁船らは連絡を取り合って避けていた。
政府は首相官邸危機管理センターに情報連絡室を設置した。ただし、情報が石破茂防衛相のもとまで1時間半、福田康夫首相のもとまで2時間かかっており、遅れによる連絡体制の問題が批判されたことは勿論、この間に防衛庁・自衛隊内で口裏合わせのための時間稼ぎをしていたのではないかとの疑念も掻き立て、後に民主党の渡辺周議員から追及をうけている。
事故19日8時半護衛艦隊幕僚長らがヘリで「あたご」に乗り込み、以後9時間滞在。2機目のヘリが「あたご」に到着、手術室もあり医官も乗艦していただろうと思われる「あたご」から乗組員1名を小指打撲骨折の治療のためとして自衛隊病院に運びだした。その際、大量の酒の空き瓶を運び出したと伝える週刊誌もあったという。さらに、捜索活動にあたっていたはずの「いかづち」搭載のヘリが事故当時の「あたご」の当直見張り士官を乗せて8時55分市ヶ谷の防衛省に到着、海上保安庁に無断で大臣・次官・統幕長・海幕長・海幕副長・海幕防衛部長・運用企画局長ら歴々と事務方6，7名による事情聴取が行われた。聴取が行われたことは28日まで伏せられていた。
さらに、このときの防衛省の事情聴取したメモは朝日新聞記者が情報公開請求を行うや、防衛省運用企画局の職員によって廃棄された。防衛省は当初これを隠蔽、公開すれば捜査に支障を及ぼすとして不開示との決定をしたが、異議を受けて内閣府の情報公開・個人情報保護審査会が不開示決定は取り消すべきと答申、ここに至って防衛省はあらためて文書が廃棄されていたことを理由に不開示として事情を新聞記者に初めて通知した。職員は情報公開請求があったことは知っていたが組織的に使用される「行政文書」ではなく個人的なメモという認識で廃棄したと弁解している。
事故発生同日、第三管区海上保安本部は、乗組員らから聞き取り調査を開始した。一方で、航海長Bはヘリで防衛省に呼び出され、海上幕僚監部が事情を聴取していた。冬柴鐵三国土交通大臣は、これを捜査妨害・証拠隠滅の疑いを受けるような行為で望ましくないとした。一方、海自側はこの聴取について海上保安庁に事前に連絡したとしたが海保側はこれを否定、後に増田好平事務次官は午前中に連絡したとの主張は変えなかったものの海保側の否定により連絡の有無を「確認できない」と変えた。
艦長は27日付で更迭されている。同日、事故当時のあたご艦長：舩渡健1等海佐は漁船乗員自宅と新勝浦市漁協を訪問し、涙ながらに謝罪した。
事故当日の2月19日、防衛省は清徳丸のものと思われる緑色の灯火を衝突2分前に目視したと発表していたが、近くにいた漁船の金平丸や康栄丸の船長が清徳丸は前から迫るあたごを避けようとしていたようだと発表すると衝突12分前に漁船を視認していたと訂正した。最初に3時55分に確認し、同じ見張り員が4時5分にも確認したとする。しかし、第三管区海上保安本部の調査では午前4時が見張り交代の時刻となっていた（ただし、引継ぎにかかる時間はあるとみられた）。金平丸はGPSを搭載、その自船航跡を基にすればこの緑灯はむしろ金平丸のものだった可能性が高いという。また、漁船側の出方をみるかのように灯火を見た方角を終始曖昧にし、さらに12分前の確認を発表したときにはそれが緑灯であるかもその時点では曖昧にしている。緑灯は右舷に付いているのでそのまま進めばすれ違うはずで、これについて、とにかく緑灯を見たといえばあたごに回避義務がなくなるのでそう言ったのではないかという見方がこの当時からあった。ちなみにこの事故時、清徳丸の後ろを航行していた金平丸はあたごを避ける為いったん右転その後大きく左旋している。さらに、事故の30分以上前に事故前の担当見張り員が右前方に3個の白灯に気づき当直士官に報告していること、別の当直員が3時48分頃に右前方に3～4個の赤灯を確認、交代後の当直員らからは3時56分頃から事故直前にかけて赤灯や白灯が確認されたことや当直士官に報告されていたことが判明している。また、漁船側ではレーダーを備えた先頭の幸運丸がレーダーで30分前にあたごを確認していたとされる。軍事評論家の田岡俊次によれば、小型漁船でも30キロの距離でも映るという。
事故当日の防衛省・海自の当直見張りの士官を呼んでの調査では、事故前のCIC当直が船務長の許可なく通常7人の関係各当直者を3人から4人に減員し、レーダー観測も断続的になっていたことが判明した。また当時、艦は自動操舵をとっていたことが明らかになり他船も多くなる海域でわざわざ自動操舵を続けていたこと、艦長は艦長室に入って休んでいたことが明らかになった。自動操舵は相手船と見合い関係になる2カイリ（3.7キロ）までは自由航行ができ任意だが解除しておけば早めにとれる措置が多く、艦長の立ち会いについては規定こそないものの港に出入りする際や船の行き交う海域では艦長は艦長席で自ら指示を出せるようにしておくというシーマンの常識に外れることであったとされる。
なお、海上衝突予防のルールでは間違いの発生を防ぐため、通航時には右に相手を見たほうが原則として回避措置をとることとなっている。また、本ケースは漁場に向かう通航中であったため該当しないが漁労中の漁船は魚を追うため運転不自由船や操縦制限船を除き一般の艦船よりは優先となっている。しかし、大型船は避けてくれることもあるものの大部分はよけようとしない為この事故後も身を守るためには小型船がルールに抵触しながら回避しなければならない状況はさして変わらなかったとされる。

### 事故調査
第三管区海上保安本部（横浜市）は、業務上過失往来妨害の疑いがあると見て強制捜査に踏み切るとともに艦長らから詳しい事情を聴取。海上幕僚監部では、幕僚副長を長とする海上自衛隊艦船事故調査委員会を設置し、事故調査を行った。
あたごの艦首右側に、事故による傷跡が確認された。一方、清徳丸の沈没により、同船が搭載していたGPSによる航跡は特定不可能であった。
あたごは、事故後横須賀港に1か月以上係留され、乗組員の外出も禁じられていたものの、3月24日に事故当時の当直であった海士長が自殺未遂を起こしたため、翌日には乗組員の外出が許可されることとなった。
2008年（平成20年）6月24日、第三管区海上保安本部は当直士官2人を業務上過失致死と業務上過失往来危険で書類送検した。
また、防衛省からは、あたごの艦全体での見張りが適切でなく、回避義務のあったあたご側の回避措置が十分でなかった可能性が高いとの中間報告、事故時に艦長に代わって操船責任者であった当直士官が艦橋で見張りの全般的な指揮や判断を誤ったこと衝突の直接的な要因とする最終報告が出ている。

## 海難審判
海難審判として、2008年（平成20年）6月27日に横浜地方海難審判理事所が第63護衛隊（現・第3護衛隊群第3護衛隊）や事故時と直前の当直士官A・Bとあたごの航行指針をまとめた前艦長、戦闘指揮所監督責任者を指定海難関係人に指定して、横浜地方海難審判庁に審判開始を申し立てた。事故原因について「あたご側の監視不十分」または「漁船側の急な右転」かで、海難審判理事所理事官側（＝検察側に相当）と指定海難関係人（＝あたご側、被告に相当）の主張が対立。
2009年（平成21年）1月22日、事故主因をあたご側と認定する裁決が下り、第3護衛隊群には教育訓練にあたり艦橋とCIC（戦闘指揮所）の間に緊密な連絡報告体制並びに艦橋及びCICにおける見張り体制を十分構築していなかったとして徹底を求める勧告を行い、事故時の当直士官について漁船の動静監視を十分に行わず右転するなどの回避措置をとらなかったことで過失が認定されたが、その士官も含めて事故は複雑な背景から発生し総合的に改善しなければ再発防止ができないとして個人勧告はしないとした。このとき、副直士官については、ヒュ－マンエラーは避けられないため副直士官にも当直士官に準じる責任者としての意識を持ちダブルチェックが行われる体制が必要であるとして、組織の責任として副直士官の在り方を見直すよう勧告を行っている。一方で清徳丸が警告信号を行わず、衝突を避けるための協力動作を取らなかったことも一因とした。
事故時の当直士官は交代前の士官から漁船は停まっているから大丈夫だと引継ぎを受けたことに不満を述べていた。交代前の士官は右前方の3隻についてのつもりだったとし衝突時の当直士官は4隻以上がそうだと認識していたことが明らかとなった。衝突時の当直士官である水雷長Aの過失は刻々変わりうるもので本人が確認すべきものとして判示されたが、航海長Bの引き継ぎ不備と事故の因果関係はないとされた。この審判時、近くにいた金平丸の船長は、清徳丸が右転すれば舷灯が見えるはずだが見えなかったとして、清徳丸の右転を否定、また、あたご側の主張の自艦は約10ノットで航行していたとの主張も否定、速度を20ノット近くだと感じたとしている。
前艦長関係人側から独自に作成した漁船の航跡図を提出していたが、これは認められなかった。前艦長は、裁決言い渡し後の記者会見で死亡した漁船乗員に対し謝罪と哀悼の意を述べながらも、漁船の右転も大きな要因であるという見解を示した。
海難関係人に指定されたあたご側には二審請求権がなく、同審判所の理事官側は前艦長ら海難関係人に改善事項を指摘したこと、当該艦の所属部隊に勧告したことなどを理由に東京の海難審判所（すでに2008年10月に海難審判は二審制から一審制に改正され、高等海難審判庁制度は廃止。当件はそれ以前に審判開始されたものであるため二審制の対象となっていた。）への二審請求を見送った。これに伴い、横浜地方海難審判所は同艦の所属する第3護衛隊に勧告書を送付、2009年1月30日をもって裁決が確定した。

## 刑事裁判
事故時とその直前に見張りについていた当直士官については、業務上過失致死と業務上往来危険の疑いで横浜地検に書類送検され、起訴も視野に捜査が進められていた。事故直前の当直士官（航海長B）については海難審判で事故発生への直接の責任はないとされ起訴されるかが注目されていたが、結局2009年（平成21年）4月21日、横浜地方検察庁は監視に立っていた事故当時の当直士官（水雷長A）と事故直前の当直士官の両名を業務上過失致死罪などで横浜地方裁判所に起訴した。直前の当直士官については「誤った引継ぎをしたことが事故の大きな要因の一つ」とした。2名とも起訴休職扱いになる。これら事故発生時に操船していない者を起訴するのは極めて異例という。防衛省は5月22日、Aの不適切な見張り・艦橋とCICの連携不足を直接的要因、Bの引き継ぎ・艦長の指導不足を間接的要因と断定した上で、前艦長を含む事故関係者の懲戒処分を行ったことを公表した。
2010年（平成22年）8月23日に開かれた初公判で、AとBはそれぞれ死亡した漁船乗員に哀悼の意を示したが、刑事責任について2人は「世論が沸騰する中、ゆがんだ捜査が行われた」「検察の主張は私の罪を作るための虚構。作られた過失で刑事責任を問われるいわれはない」と述べて否定し、一貫して無罪を主張した。被害者2名は死亡、清徳丸の航跡記録は沈没とともに失われている状態であった。裁判においては、両名の過失の有無および航跡が争点となった。検察側は「Bの誤った申し送りを信じ、Aも適切な回避動作をとらなかった」と主張する一方、弁護側は、起訴以来終始一貫して清徳丸の航跡について争い、清徳丸に回避義務があったとして無罪を主張した。裁判中、検察側の航跡図は根拠となったはずの証言を得た調書より2か月早く作られていたこと、漁船員の曖昧な証言に検事が文案として示した内容を書き加えていたこと、清徳丸の居た方角について漁船員の大まかな証言を検察官が勝手に7度の位置と細かく書いていたことが明らかとなっていった。しかし、この聴取の際の実際の具体的な状況や回答については漁船員も時日が経過し記憶が曖昧になっているとした。また、第3管区海上保安本部が書類送検した際、取調べの際のメモや図面を保安官が書類送検後に廃棄していた。これは海保の規範に本来反する行為であるが常態化していたらしく、担当官は証拠になるという認識が甘かったと釈明したものの、第3管区同本部の大江刑事課長は必要な証言・証拠は調書及び付帯書類として保存しているので問題ないと主張している。
2011年（平成23年）1月24日の論告期日において、検察官は、被告人に対し、禁固2年を求刑した。同年5月11日、横浜地裁（秋山敬裁判長）は、水雷長Aおよび航海長Bのミスがあったことは認めたが、航跡図については、検察側の供述調書は先に決めた航跡に合うよう船員の供述を恣意的に用いたとして信用性を否定し、また、弁護側の独自に主張した航跡も一部を除き信用できないとした。証人となるべき犠牲者2名が亡くなっている状態で他の漁船員の証言も考慮したとしながらも裁判では時日も経過し船員証言は曖昧になってきていて、主に当の容疑者である自衛隊監視員の証言を重視、独自に航跡を推定し、それによれば清徳丸は直進すれば衝突することはなかったはずとし、清徳丸が事故直前に2回右転し危険を生じさせたと指摘した。地裁は「回避義務は清徳丸側にあり、あたご側に回避義務はなかった以上、Aの注意義務は認められず、それを前提としていたBの注意義務も生じない」としてAとB両名に無罪判決を下した。この清徳丸の右転の原因については、あたご側の当直員が清徳丸が想像もできないことに突っ込んで来たと主張するような状態で、判決では理由を「不明というほかない」とした。
控訴期限の5月25日、横浜地検は東京高等裁判所に控訴した。同日、防衛省は検察側が控訴したものの地裁判決を受けたとして、A・B両名を復職させることを発表した。控訴審では、検察側は一審が認定した衝突角度や清徳丸の速度は船の性能と矛盾しているとし、弁護側は誤差の範囲内とした。
2013年（平成25年）6月11日、東京高裁（井上弘通裁判長）は、無罪とする判決主文を維持しつつ、その理由となる事実認定においては、地裁が独自に航跡を推定して「回避義務は清徳丸側にあり、あたご側に回避義務はなかった以上、Aの注意義務は認められず、それを前提としていたBの注意義務も生じない」と認定したことを不当とし、改めて高裁として判断した結果、1審が認定した航跡・検察が主張する航跡ともに根拠が不十分で合理性に疑問があり、一定の幅で認定するしかないとした上で、「疑わしきは罰せず・疑わしきは被告人の利益に」に則って被告人側に最も有利な航路・位置を推定せざるを得ないとし、被告人証言の航路・位置に基づけば被告人の刑事責任を認定できないとして、結論として無罪を導き出し、検察の控訴を棄却した。被告人証言によれば清徳丸がわざわざぶつかるように右転してきたことになるが、「あたごの灯火を見誤り、衝突せずに通過できると勘違いしたと考えられる」とした。2審での無罪判決を受けて東京高検は上告を断念する方針を固めたことを明らかにし、上告期限の2013年6月26日午前0時をもって無罪が確定した。

## マスコミ報道をめぐって
事故発生当初より、マスコミは『あたご側にすべての過失がある』と断定する報道を繰り返した。こうした報道に対し陸自OBで軍事評論家の西元徹也は憂慮を表明し、また匿名で清徳丸にも過失があると反論した海自OBもいた。
例えば、朝日新聞は海難審判前の2008年（平成20年）6月26日の社説で「そもそも双方の位置関係から、衝突回避の一義的な義務はイージス艦側にあった」と断定している。海難審判では、社説のとおり事故の主たる要因があたご側にあると認定している。また、地裁判決後の2011年（平成23年）5月12日、信濃毎日新聞は社説でイージス艦が漁船より巨大であることを理由に「危険回避の責任はまず、海自にあると考えるのが自然だろう」とした。
事故直後、高性能レーダーを備えた「最新鋭イージス艦」が、なぜ漁船を回避できなかったかという点に非難が集中したが、最新鋭のイージス艦であろうと、旧式の護衛艦であろうと、近距離では目視が基本であるということがこの事件によって周知のものとなった。海上自衛隊の艦橋システム自体は、商船より数名見張り員が多い程度で、予算と人員の削減が進行している海上自衛隊では、艦橋システムや護衛艦と海上幕僚監部との組織内の情報交換システムの近代化が大幅に遅れていることも露見した。
『あたご側に回避義務があること』とした報道に影響を受けて、見張りが不十分であった・回避が遅れた・乗組員に気の弛み・驕りがあった等との批判が繰り返された。この他、しばしば感情論が先行し、死亡漁師の一部の遺族や漁協関係者の発言も多く紹介された。

## 影響
当時の海上自衛隊は、イージス艦情報漏出事件や「しらね」の火災事故などが続いており、これらの責任を取って3月24日に海上幕僚長の吉川榮治を退任させ、石破茂防衛大臣が2か月分の給与返納、増田好平防衛事務次官を減給2か月など、計88人を処分した。あたごの艦橋で事故時の当直員だった海士長が3月24日命に別条なかったものの自殺を図っている。防衛省・海自の事情聴取は行われていなかったという。その他、関係性は全く不明であるがこの頃横須賀基地内で自殺者が出ている。
内閣改造を控えた2008年8月1日、石破は「（イージス艦と漁船の）衝突事故以来、けじめをつけたいと思っていた」と語り、この事件をきっかけに大臣の職を辞する考えを固めていたことを明らかにした。さらに、内閣官房の「防衛省改革会議」で改革案が策定されたことに触れ、石破は「改革会議報告書がけじめになるという気持ちを間接的に首相に伝えていた」と述べた。内閣総理大臣の福田康夫も石破からの申し出を受け入れ、福田改造内閣では石破を留任させず、後任に林芳正を任命した。
石破は事故以降、毎年お盆の時期に千葉県勝浦市を訪れ、死亡漁師の2人を追悼している。